# Minitab
Minitab ist eine Statistik-Software, mit deren Hilfe statistische Daten analysiert und in verschiedenen Diagrammen dargestellt werden können.
Minitab wurde 1972 an der Pennsylvania State University als Light-Version der statistischen Analysesoftware OMNITAB des National Institute of Standards and Technology (NIST) entwickelt und wird als Statistiktool an zahlreichen amerikanischen Universitäten und Colleges verwendet. Seit 1983 wird Minitab von der Minitab Inc. vertrieben. Dieses Unternehmen hat seinen Hauptsitz am State College, Pennsylvania und unterhält Tochtergesellschaften in Coventry, England (Minitab Ltd.), Paris, Frankreich (Minitab SARL) und seit 2017 in München, Deutschland (Minitab GmbH).

## Minitab und Six Sigma
Minitab bietet vorgefertigte Funktionen für die verschiedenen Projektphasen von Six Sigma an, die auch von unerfahrenen Nutzern bedient werden können, ohne dass diese den statistischen Hintergrund der Methoden beherrschen müssen. Six Sigma ist eine Managementmethode, die in den 1980er Jahren bei Motorola als neue Verfahrensweise zur standardisierten Qualitätskontrolle entwickelt wurde; ihr Ziel ist die Erreichung einer Null-Fehler-Qualität (verbunden mit höchster Kundenzufriedenheit) in allen Bereichen eines Unternehmens. Bei der Verbesserung von Prozessen wird nach dem DMAIC-Schema vorgegangen: Definieren, Messen, Analysieren, Verbessern (Improve) und Regeln (Control). Für DoEs, einen wichtigen Bestandteil der Measure- und Analyze-Phase, können beispielsweise Versuchspläne sowohl entworfen als auch halbautomatisch ausgewertet werden. Ebenso sind verschiedene Arten von Qualitätsregelkarten als typisches Werkzeug der Control-Phase implementiert.
In neueren Versionen von Minitab werden zudem prädiktive Analysen CART Klassifikations- und Regressionsbäume angeboten.
Minitab wird auch in anderen Qualitätsverbesserungsprojekten wie „Kaizen“ und „Triz“ eingesetzt.